# Dungeons & Dragons: Arena of War
Arena of War ist ein Computer-Rollenspiel mit Free-to-play-Geschäftsmodell für die mobilen Plattformen Android und iOS. Es kam am 18. Oktober 2013 auf den Markt und basiert auf einer Lizenz des Rollenspiel-Regelwerks Dungeons & Dragons.

## Spielprinzip
Arena of War wurde als Begleitprodukt zu den Ereignissen der zweiten Teilung (engl.: The Second Sundering), einem spielweltverändernden Ereignis rund um die Veröffentlichung der fünften Regelwerksedition von Dungeons & Dragons, entwickelt. Kern des Spiels sind aber im Wesentlichen die Kämpfe gegen Computergegner, die durch einige Texttafeln in ein grobes Handlungsgerüst gekleidet werden. Es basierte auf einem Free-to-play-Geschäftsmodell, das heißt viele Funktionen des Spiels sind grundsätzlich kostenlos. Allerdings erfordert der Start einer Mission Questenergie, deren Pool begrenzt ist und sich nur über einen langen Zeitraum wieder auflädt. Gegen realen Geldeinsatz kann der Spieler dies beschleunigen und sich zusätzliche Ausrüstungsgegenstände in einem integrierten Shop kaufen.
Der Spieler kann zwischen verschiedenen vorgegebenen Charakteren, die an das D&D-Regelwerk angelehnt sind, wählen. Mit diesen kann er zwischen Quests in unterschiedlichen Schwierigkeitsstufen und mit unterschiedlichen Questenergie-Kosten wählen. Jede Quest wird in eine oberflächliche Rahmenerzählung d. gekleidet und besteht aus mehreren Kampfrunden auf unterschiedlich gestalteten Spielkarten. Der Kampf ist rundenbasiert und basiert auf einem physikalischen Minispiel. Die Spielfigur kann ähnlich einer Steinschleuder und vergleichbar dem Spielprinzip von Angry Birds durch Gedrückthalten, Ziehen und Loslassen der Figur auf dem Touchscreen über das Spielfeld geschossen werden. Der Spieler kann dabei den Schusswinkel bestimmen. Trifft die Spielfigur durch diesen Schuss eine gegnerische Figur, gilt dies als Treffer und die getroffene Figur erleidet Schaden. Hindernisse und Randbegrenzungen lassen die Figur abprallen, es sei denn, es handelt sich um Fallen (z. B. Bomben). An einigen Stellen fehlt eine Randbegrenzung, in diesem Falle erscheint die Spielfigur beim Überschreiten der Grenze wieder auf der gegenüberliegenden Bildschirmseite, was auch taktisch im Kampf eingesetzt werden kann. Trifft man eine befreundete Spielfigur, wird diese gemäß dem Aufprallwinkel ebenfalls bewegt. Trifft sie dadurch ebenfalls einen Gegner, löst dies ebenfalls einen Treffer aus. Wenn alle Gegner besiegt sind, ist die Runde gewonnen. Erst wenn alle Runden der Questreihe gewonnen wurden, erhält der Spieler eine Belohnung. Verliert er, muss er die Quest entweder ohne Belohnung abbrechen oder durch Einsatz eines Heiltranks, der in seltenen Fällen als Belohnung erhalten oder gegen Geldeinsatz erworben werden kann, erneut starten. Bricht der Spieler die Quest ab, kann er sie erneut starten, verbraucht jedoch abermals Questenergie.
Als Belohnung erhält der Spieler Gegenstände, Zauber und potenzielle Begleiter, die er zur Verbesserung seines Abenteurers nutzen kann. Die Belohnungen werden zufällig am Ende einer Quest vergeben und können auch mehrfach verteilt werden. Solche mehrfach erhaltenen Objekte, Zauber und Begleiter können miteinander kombiniert werden, um ihre Stärke zu erhöhen.

## Entwicklung
DeNA kündigte im Mai 2015 die Arbeit an D&D-Lizenzspiel an. Es war eingebunden in die Eventkampagne The Sundering (engl. für „Die Teilung“), die den Wechsel von der 4. auf die 5. Regelwerksedition („D&D Next“) begleitete. Die Entwicklungsarbeiten wurden vom chilenischen Tochterstudio DeNA Santiago durchgeführt. Am 18. Oktober 2013 kam Arena of War zunächst für iOS auf den Markt. Eine Woche später erschien die Android-Version.

## Rezeption
Die Kritiken für das Spiel fielen durchwachsen aus (Metacritic: 59 %).

“An average slingshot physics game spoiled by a pitiful fantasy veneer and an irritating freemium payment structure”

„Ein durchschnittliches Steinschleuder-Physikspiel, verpfuscht durch eine klägliche Fantasy-Fassade und eine irritierende Freemium-Zahlungsstruktur“

“You'd likely expect an action-RPG in a mobile D&D game; if you were an idealist, like me, you'd hope for a turn-based dungeon crawler a la Warhammer Quest. But what you get instead is basically a top-down Angry Birds dressed in the fantasy trappings of D&D. The core mechanic is drag-and-release. It's more billiards than dungeon-crawling.”

„Man erwartet von einem mobilen D&D-Spiel vermutlich ein Action-Rollenspiel; wenn man, wie ich, idealistisch wäre, würde man auf einen rundenbasierten Dungeoncrawler der Marke Warhammer Quest hoffen. Doch stattdessen bekommt man im Prinzip ein Angry Birds aus der Vogelperspektive im Fantasygewand von Dungeons & Dragons. Die Kernmechanik ist „ziehen und loslassen“. Das ist mehr Billiard als Dungeoncrawling.“

Im Laufe des Jahres 2014 wurde das Spiel eingestellt.